# Darlan Schneider
Darlan José Schneider (Passo Fundo, 13 de setembro de 1963) mais conhecido no meio esportivo como Darlan Schneider, é um preparador físico brasileiro. Atualmente trabalha no Botafogo-SP.

## Carreira
Formado em Educação Física, pela Universidade de Passo Fundo, com especialização em preparação física e musculação no futebol.
Sua carreira como preparador físico de futebol começou em 1985, no Sport Club Gaúcho. Em 1987, teve a primeira oportunidade fora de Passo Fundo, sendo contratado pela SER Caxias. Trabalhou com Luiz Felipe Scolari no Al-Qadsia do Kuwait e no Al-Ahli de Jeddah (Arábia Saudita); foi com Sebastião Lazzaroni para o Grêmio em  1997 onde, em 1999, sagrou-se campeão do Campeonato Gaúcho e da Copa Sul; com Marco Aurélio Moreira, no Cruzeiro; em 2000, foi campeão da Copa do Brasil.
Em 2001 foi convidado por Luiz Felipe Scolari para compor a equipe técnica da seleção brasileira que viria a disputar a copa do mundo de 2002 e conquistar o Pentacampeonato Mundial. Ainda em 2002, esteve com Ricardo Gomes no EC Juventude, ano em que o clube caxiense realizou a melhor campanha em campeonatos brasileiros da série A. Faz parte de um grupo restrito, de preparadores físicos campeões do mundo.
Em 2003 voltou a trabalhar com Scolari na Seleção Portuguesa de Futebol, participando das brilhantes campanhas da Eurocopa de 2004 e da Copa do Mundo de 2006, nas quais a seleção portuguesa ficou na segunda e quarta posições, respectivamente.
Em 2008 fez parte da comissão técnica de Scolari, no time inglês Chelsea.
Em 2009 integrou a equipe técnica de Scolari que assinou contrato de 18 meses para treinar o Bunyodkor do Uzbequistão, no qual, sagrou-se campeão ao final da época.
Em 2015, atuou no Grêmio Foot-Ball Porto-Alegrense, integrando novamente a comissão técnica de Luiz Felipe Scolari. Marcou seu retorno, após 15 anos da sua primeira passagem pelo clube.
Após o acerto de Felipão com o Guangzhou Evergrande, Darlan Schneider seguiu junto com o treinador para integrar a comissão técnica da equipe chinesa. Já na primeira temporada, o clube foi Campeão da Super Liga Chinesa e Campeão da Champions League da Ásia, conquistando a vaga para o Mundial de Clubes da FIFA, disputado no Japão. 
Em 2016, conquistaram a Tríplice Coroa, vencendo a Super Copa, Super Liga Chinesa e Copa da China.
Em 2017, venceram a Super Copa e Super Liga Chinesa. Encerraram a participação no Guangzhou Evergrande, conquistando sete títulos, em onze competições disputadas entre 2015 e 2017. 
Em 2019 trabalhou no Botafogo F.C de Ribeirão Preto, que disputou o Campeonato Paulista Série A1 e Campeonato Brasileiro Série B.

## Títulos conquistados
- 1986 - Campeão Gaúcho 2ª Divisão - Passo Fundo
- 1987 - Campeão do Primeiro Turno do Campeonato Gaúcho (Taça 250 Anos Brigada Militar) - Caxias
- 1989 - Campeão do Torneio Salmyia (Kuwait) - Al-Qadsia S. Club
- 1993 - Campeão Paulista Série A-2 - Novorizontino
- 1994 - Campeão Brasileiro Série C - Novorizontino
- 1999 - Campeão da Copa Sul - Grêmio
- 1999 - Campeão Gaúcho - Grêmio
- 2000 - Campeão da Copa do Brasil - Cruzeiro EC
- 2001 - Campeão da Copa Sul-Minas - Cruzeiro EC
- 2002 - Campeão Mundial de Seleções - Seleção Brasileira
- 2009 - Campeão do Uzbequistão - F.C. Bunyodkor
- 2015 - Campeão da China - Guangzhou F.C.
- 2015 - Campeão da Ásia - Guangzhou F.C.
- 2016 - Campeão da Super Copa - Guangzhou F.C.
- 2016 - Campeão da China - Guangzhou F.C.
- 2016 - Campeão da Copa da China - Guangzhou F.C.
- 2017 - Campeão da Super Copa - Guangzhou F.C.
- 2017 - Campeão da China - Guangzhou F.C.

## Trajetória
- 1985 - Sport Clube Gaúcho — Passo Fundo-RS
- 1986 - E.C. Passo Fundo — Passo Fundo-RS
- 1987 - SER Caxias do Sul — Caxias do Sul-RS
- 1988 - Uberlândia E. Clube — Uberlândia-MG
- 1989 - A. Chapecoense de Futebol — Chapecó-SC
- 1989-1990 - Al-Qadsia Sporting Club — Kuwait
- 1991 - E.C. Juventude — Caxias do Sul-RS
- 1992 - Al-Ahli S. Club — Arábia Saudita
- 1992 - G.E. Sãocarlense — São Carlos-SP
- 1993-1996 - G.E. Novorizontino — Novo Horizonte-SP
- 1997 - A.A Internacional de Limeira — Limeira-SP
- 1997-1999 - Grêmio Foot-Ball Portoalegrense — Porto Alegre-RS
- 2000-2001 - Cruzeiro E.Clube — Belo Horizonte-MG
- 2001-2002 - Seleção Brasileira de Futebol — Seleção Brasileira
- 2002 - E.C. Juventude — Caxias do Sul-RS
- 2003-2008 - Seleção Portuguesa de Futebol — Seleção Portuguesa
- 2008 - Chelsea Football Club — Londres-Inglaterra
- 2009-2010 - F.C. Bunyodkor — Tashkent-Uzbequistão
- 2011 - SER Caxias do Sul — Caxias do Sul-RS
- 2011 - Paraná Clube - Curitiba-PR
- 2012 - E.C. Juventude — Caxias do Sul-RS
- 2013 -  Oeste F.C  — Itápolis-SP
- 2014 - Paraná Clube - Curitiba-PR
- 2015 - Grêmio Foot-Ball Portoalegrense — Porto Alegre-RS
- 2015-2017 - Guangzhou Evergrande — China
- 2019 - Botafogo Futebol Clube - Ribeirão Preto-SP

## Competições internacionais
- 1998 - Copa Libertadores da América - (Grêmio Football Portoalegrense)
- 1999 - Copa Mercosul - (Grêmio Football Portoalegrense)
- 2000 - Copa Mercosul - (Cruzeiro Esporte Clube)
- 2001 - Copa Libertadores da América - (Cruzeiro Esporte Clube)
- 2001 - Copa América, Colômbia 2001 - Seleção Brasileira
- 2001 - Copa Mercosul - (Cruzeiro Esporte Clube)
- 2002 - Copa do Mundo Coréia/Japão (Campeão) Seleção Brasileira
- 2004 - Eurocopa Portugal-2004 (Vice-Campeão) Seleção Portuguesa
- 2006 - Copa do Mundo Alemanha (4º Lugar) Seleção Portuguesa
- 2008 - Eurocopa Áustria/Suíça-2008 Seleção Portuguesa
- 2008 - Liga dos Campeões da UEFA 2008/2009 (Chelsea Football Club)
- 2009 - Liga dos Campeões da Ásia  (F. C. Bunyodkor)
- 2015 - Liga dos Campeões da Ásia (Campeão)  (Guangzhou Evergrande F. C.)
- 2015 - Mundial de Clubes da FIFA - Japão 2015 (Guangzhou Evergrande F. C.)
- 2016 - Liga dos Campeões da Ásia - (Guangzhou Evergrande F. C.)
- 2017 - Liga dos Campeões da Ásia - (Guangzhou Evergrande F. C.)

## Condecorações
- 2002 - Medalha Joaquim Fagundes dos Reis - Cidadão Passofundense (Campeão do Mundo)
- 2002 - Medalha Esportiva João Saldanha - Governo do Estado do Rio Grande do Sul (Campeão do Mundo)
- 2004 - Ordem do Infante D. Henrique - Ordem Onorífica Portuguesa (Vice-Campeão Euro-2004)